# Windeldienst
Unter Windeldienst (Windelservice) versteht man ein Dienstleistungsunternehmen, das waschbare Windeln (auch Stoffwindel genannt) für Säuglinge und Kleinkinder (zum Teil auch für unter Stuhl- oder Harninkontinenz leidende Erwachsene) zur Verfügung stellt. In der Regel werden diese nach Benutzung abgeholt und im Austausch dafür saubere Windeln zur Verfügung gestellt. Windeldienste gibt es in den USA seit etwa 1940, in Europa etwa seit 1990.